# Hikaru (プロレスラー)
Hikaru（ヒカル）は、日本の元女子プロレスラー。本名：塩谷 良美（しおや よしみ）。埼玉県越谷市出身。

## 所属
- 全日本女子プロレス（1999年）
- 全日本女子プロレス（2002年 - 2005年）
- フリー（2005年 - 2006年）
- プロレスリングSUN→CHICK FIGHTS SUN（2006年 - 2009年）

## 経歴・戦歴
豊田真奈美に憧れプロレスラーを志し、1999年2月に全日本女子プロレス（全女）に入団。7月11日のフジテレビお台場特設会場における藤井巳幸戦でデビューするが、試合中の怪我がもとで2000年5月に退団。2002年8月、TBSの2003年新春特別番組『さんま・玉緒のお年玉 あんたの夢かなえたろかスペシャル』での街頭インタビューで「あなたの夢はなんですか？」と聞かれ、「もう一度プロレスラーになることです」と答えたことをきっかけに全女に再入団。同年秋にプロテストに合格し、12月に再デビューを果たした。奇跡の復活の道のりは上記の番組で放送され、反響を呼んだ。
再デビュー直後の2003年1月、リングネームを「Hikaru」に改名。2004年11月、西尾美香を破り、全女の二大シングル王座の一つであるオールパシフィック王座を奪取した。同年12月より、「PRIDE」で知られるドリームステージエンターテインメントが主催するプロレスイベント「ハッスル」に野球選手キャラクターの「ハッスルなでしこHikaru」として参戦している。
2005年2月、ライオネス飛鳥とのオールパシフィック王座防衛戦中に左足首を骨折。さらに療養欠場中の4月17日に全女が解散する不運に見舞われるが、6月に先輩の高橋奈苗とマネジメント事務所「フラッシュ7」を設立し、9月10日には豊田真奈美戦で復帰し、フラッシュ7に前村早紀が合流しドリームキャッチャーを結成した（その後ドリームキャッチャーはプロレスリングSUNとして団体化）。
2006年4月2日、女帝興行で闘獣牙Leonを破り、第2代NSG王座、2007年1月14日、髪の毛を賭けた試合でウェズナー・ビュージックを破り、EWA世界女子王座を獲得。
2008年12月、ZERO1-MAX新宿大会にて、2009年4月に同じくCHICK FIGHTS SUN所属の前村さきとともに引退することを発表。
2009年1月1日の後楽園ホール大会において、リング上で新日本プロレス（当時）の金本浩二との結婚を発表し、1月13日に入籍した。
2009年4月26日、CHICK FIGHTS SUN最終興行「SUN SET 〜Hikaru・前村さき FINAL〜」が開催され、現役を引退した。
引退後は家庭に専念していたが、2011年4月1日にアド・インターナショナル・ブレインズ（AIB）に入社しイベント事業部に配属。同社が主催するプロレス興行及びイベントの企画・運営を任されることになり、プロレス界に復帰。第1弾として女子プロレスを中心としたイベント「Happy Hour」を立ち上げる。
2012年に金本と離婚した。

## 得意技
- スピアー
- バックフリップ
- スパインボム
- Lanakila-H

## タイトル歴
- オールパシフィック王座
- 全日本シングル王座
- 全日本タッグ王座
- NSG王座
- EWA世界女子王座
- HCW世界女子王座

## 入場テーマ曲
- 「今まで何度も」／ザ・マスミサイル（通常）
- 「サウスポー」／ピンク・レディー（ハッスル出場時）

## HappyHour!!
- Hikaruプロデュースにより2011年に旗揚げしたイベント。主催はAIB。興行面でファースト・オン・ステージ、選手面でワールド女子プロレス・ディアナの協力を受けている。
- 第1回は9月4日に「真夏のHappyHour!!」と題して新木場1stRINGで開催。
- イベントではプロレスの試合の他、ディアナ興行でも組まれていた清水勝利の「緊急討論 これでいいのかニッポン!!」やミニコンサートなども盛り込まれている。
- 第3回は2011年12月18日にベルサール六本木で開催予定だったが、主催者側の都合のため延期。
- 2012年3月デビュー予定だった練習生(21:当時、城西大学在学中)が練習中に倒れ搬送、脳溢血と診断され手術で一命はとりとめたが、容態が急変し亡くなってしまう事件が起きる。死因は急性心不全[5]。この死亡事故に関しHikaruから一切の謝罪がなく、告別式以降は連絡も取れないと練習生の遺族が語っている[6]。

| 真夏のHappyHour!! 2011年9月4日 新木場1stRING | 真夏のHappyHour!! 2011年9月4日 新木場1stRING         | 真夏のHappyHour!! 2011年9月4日 新木場1stRING | HappyHour!! in六本木 2011年11月6日 ベルサール六本木                 | HappyHour!! in六本木 2011年11月6日 ベルサール六本木   | HappyHour!! in六本木 2011年11月6日 ベルサール六本木   |
| 第1試合 Micro's Big Journey 20分1本勝負      | 第1試合 Micro's Big Journey 20分1本勝負              | 第1試合 Micro's Big Journey 20分1本勝負      | 第1試合 ポップアップ・カーニバル・3WAYマッチ                        | 第1試合 ポップアップ・カーニバル・3WAYマッチ          | 第1試合 ポップアップ・カーニバル・3WAYマッチ          |
| ○青野敬子                                    | 8分12秒 ハイキック→体固め                            | ミクロ×                                      | ○青野敬子                                                           | 10分12秒 ファルコンアロー→体固め                      | ミクロ×                                               |
|                                              |                                                      |                                              | もう1人はランジェリー武藤                                           |                                                       |                                                       |
| 第2試合 Scramble Generation 30分1本勝負      | 第2試合 Scramble Generation 30分1本勝負              | 第2試合 Scramble Generation 30分1本勝負      | 第2試合 JAPAN vs USA・20分1本勝負                                   | 第2試合 JAPAN vs USA・20分1本勝負                     | 第2試合 JAPAN vs USA・20分1本勝負                     |
| ○豊田真奈美 ヘイリー・ヘイトレッド           | 13分12秒 ジャパニーズオーシャンクインビーボム→体固め | 伊藤薫 ジェニー・ローズ×                     | ○山縣優                                                             | 12分18秒 日米                                         | アニー・ソーシャル×                                   |
| 第3試合 Big or Small? 30分1本勝負            | 第3試合 Big or Small? 30分1本勝負                    | 第3試合 Big or Small? 30分1本勝負            | 第3試合 LEGEND vs NEW FACE・30分1本勝負                             | 第3試合 LEGEND vs NEW FACE・30分1本勝負               | 第3試合 LEGEND vs NEW FACE・30分1本勝負               |
| ○仙台幸子                                    | 13分11秒 回転エビ固め                                | ジェイミー・D×                               | ○ダンプ松本                                                         | 14分0秒 ラリアット→体固め                             | ジェニー・ローズ×                                     |
| 第4試合 Believe The Road 60分1本勝負         | 第4試合 Believe The Road 60分1本勝負                 | 第4試合 Believe The Road 60分1本勝負         | ダブルメインイベント ZAP伝説再降臨・時間無制限1本勝負               | ダブルメインイベント ZAP伝説再降臨・時間無制限1本勝負 | ダブルメインイベント ZAP伝説再降臨・時間無制限1本勝負 |
| ○井上京子 Sareee                             | 15分12秒 肩車式バックドロップ→体固め                 | アジャ・コング アンドレアル・マザー×         | ○ZAP I ZAP T                                                        | 24分45秒 ライガーボム→エビ固め                        | Sareee× 浜田文子                                      |
|                                              |                                                      |                                              | ダブルメインイベント HappyHour EXTRAタッグマッチ・時間無制限1本勝負 |                                                       |                                                       |
|                                              |                                                      |                                              | ×井上京子 豊田真奈美                                                | 16分30秒 ダイビング・エルボードロップ→体固め          | アジャ・コング○ アンドレアル・マザー                  |